# Mezőcsát
Mezőcsát è una città dell'Ungheria di 6.578 abitanti (dati 2001). È situata nella contea di Borsod-Abaúj-Zemplén a 35 km dal capoluogo Miskolc.

## Storia
Abitata fin dall'antichità, nel 1067 vi fu costruito un monastero. A quell'epoca il villaggio si chiamava Csát ed era costituito da due entità: Szabadcsát, dove vivevano gli uomini liberi e Lakcsát dove vivevano i servi. L'invasione dei Mongoli distrusse la città che ricomparve nei documenti dopo il 1330. Dopo la Battaglia di Mezőkeresztes la città venne distrutta di nuovo e successivamente ricostruita quando il comitato di Borsod era governato dalla Transilvania sotto il Principe Gabriele Bethlen.
Nel 1848 gli abitanti parteciparono alla rivolta contro gli Asburgo e le forze imperiali incendiarono la città.
La ferrovia arrivò nel 1867 incrementando il commercio. Il 7 novembre 1944 la città fu occupata dai sovietici.
Ottenne lo status di città nel 1991.